# 神明神社 (京都市下京区)
神明神社（しんめいじんじゃ）は、京都府京都市下京区の神社。天照大神と菅原道真公を祭神とする。通称、榎神明（えのきしんめい）の名でも知られる。

## 由緒
当地は平安時代末期、近衛天皇がしばしば皇居としたと伝わる藤原忠通の屋敷跡で、「四条内裏」または「四条東洞院内裡」と呼ばれた、この邸内にあった鎮守の社が神明神社である。
社伝によると、近衛天皇の時代、頭は猿、尾は蛇、手足は虎の「鵺（ぬえ）」という怪鳥が毎夜、空に現れ都を騒がせた。弓の名手であったという源頼政は退治の命を受け、当社に祈願をこめた後、見事に鵺を退治した。この時使われた弓矢の「やじり」2本が宝物として伝わっており、今でも祭礼の時に飾られる。厄除け・火除けの神と呼ばれるゆえんである。
その後、天台宗の護国山立願寺円光院という寺によって管理されていたが、明治初期の神仏分離令によって神社だけが残され、それ以来、神明町が管理を行っている。榎の大木があったので「榎神明」とも呼ばれた。
また、当社には豊園（ほうえん）小学校内（現在の洛央小学校）に祀られている文子天満宮の祭神が戦後、合祀されている。

## 交通アクセス
- 京都市営地下鉄、四条駅下車